# Anton Shoutvin
Anton Shoutvin (in ebraico אנטון שוטבין‎?; Luhans'k, 25 gennaio 1989) è un cestista israeliano.

## Palmarès
- Campionato israeliano: 2

Maccabi Tel Aviv: 2008-09
Maccabi Haifa: 2012-13